# Tatjana Gsovsky
Tatjana Gsovsky (in russo Татьяна Васильевна Гзовская?, Tat'jana Vasil'evna Gzovskaja, nata Tat'jana Vasil'evna Isačenko in russo Татьяна Васильевна Исаченко?; Mosca, 18 marzo 1901 – Berlino, 29 settembre 1993) è stata una coreografa, maestra di balletto e insegnante di danza russa naturalizzata tedesca.

## Biografia
Figlia dell'attrice Klavdija Isačenko, studiò danza allo studio di Isadora Duncan di San Pietroburgo e alla Scuola Dalcroze di Dresda. In seguito alla rivoluzione d'ottobre si stabilì con la famiglia a Krasnodar, dove conobbe e in seguito sposò il ballerino Viktor Gzovskij. Nel 1925 la coppia lasciò la Russia e si stabilì a Berlino, dove nel 1928 aprì una scuola di ballo.
In Germania la Gsovsky iniziò a lavorare come coreografa per i music hall, e più occasionalmente per dei teatri d'opera di provincia. La svolta nella sua carriera la ebbe nel 1945, quando fu nominata maestra di balletto del Teatro dell'Opera di Stato di Berlino Est. Nel 1952 lasciò il suo incarico e decise di trasferirsi a Berlino Ovest e di lavorare come coreografa freelance.
Collaborò con importanti teatri tra cui il Teatro alla Scala di Milano, il Teatro Colón di Buenos Aires, il Nationaltheater di Monaco di Baviera. Fondò il  Berliner Ballett, con cui tenne tournée in tutta Europa. Tra il 1961 e il 1966 fu direttore artistico del Deutsche Oper Berlin. Contemporaneamente continuò per anni a dirigere la sua scuola e a formare numerosi ballerini di rilievo internazionale. Nel 1983 fu insignita del Deutscher Tanzpreis (Premio Tedesco per la Danza).